# 罗珊
罗珊，字廷珮，南海（今广东佛山市南海县）人，明朝政治人物。
1518年，接替孙鼒任福建永安县知县一职，在任期间爱民。当时总镇下令其开忠洛乡银矿入贡，罗珊判断其并非朝廷旨意，且未闻此乡有矿，惧累及百姓，于是抗言，从而得罪权贵。总镇差官逮捕，不为所惧，百姓因此聚集抗议，罗珊从此名声大振。后当地百姓与御史胡琼撰文立石纪念。